# Homolobus huddlestoni
Homolobus huddlestoni är en stekelart som beskrevs av Van Achterberg 1979. Homolobus huddlestoni ingår i släktet Homolobus och familjen bracksteklar. Inga underarter finns listade i Catalogue of Life.